# Muzyka taneczna
Muzyka taneczna – muzyka towarzysząca w tańcu lub muzyka do słuchania oparta na tanecznych rytmach. 
W muzyce tanecznej ważną rolę odgrywa rytm. Taniec jest układem rytmicznych ruchów i gestów człowieka, powstających pod wpływem bodźców emocjonalnych. Ruchy te są zgodne z muzyką. Taniec towarzyszy człowiekowi od prymitywnego stopnia rozwoju cywilizacji i kultury. Początkowo był związany z magią. Uważano, że taniec odstrasza duchy i złe moce. W starożytności – w Egipcie, Indiach, w Grecji – taniec był elementem kultu bogów. Niemal w każdej świątyni przebywał wykształcony muzyk i tancerz. Począwszy od średniowiecza taniec stał się nieodzowną częścią życia towarzyskiego arystokracji i szlachty. Muzykę taneczną we współczesnych latach wykorzystuje m.in. młodzież. Często potocznie na całą muzykę taneczną mówi się dance, który w języku angielskim oznacza taniec.